# 東八町停留場
東八町停留場（日语：／ Higashihattyo teiryūjō */?），是位於愛知縣豐橋市旭町、西新町，豐橋鐵道東田本線的電車站。車站編號為7。

## 歷史
- 1925年（大正14年）12月25日 - 電車站啟用[1]。

## 電車站構造
電車站位於共用軌道（多米街道，愛知縣道4號豐橋大知波線）上，設有2面2線的相對式月台（設有安全島）。

## 電車站周邊
- 國道1號（八町通）
- 新町之大燈籠
- 東海道吉田宿（日语：吉田宿）東惣門
- 豐橋西新町郵局
- 豐橋信用金庫（日语：豊橋信用金庫） 東分店
- 豐橋市立八町小學（日语：豊橋市立八町小学校）
- 豐橋時裝·商業專門學校
- 豐鐵巴士（日语：豊鉄バス） 豐橋和田辻線（日语：豊鉄バス新城営業所#豊橋和田辻線）、和田辻豐橋市民醫院線（日语：豊鉄バス新城営業所#和田辻豊橋市民病院線）「旭橋」巴士站
- 多米街道（日语：愛知県道・静岡県道4号豊橋大知波線）
- 市電通
- 下條街道（日语：愛知県道69号豊橋乗本線）
- 八百間通（日语：八百間通り）

## 相鄰電車站
豐橋鐵道
東田本線
豐橋公園前（6）－東八町（7）－前畑（8）

## 注腳
1. ↑  東八町停留場情報 - レール・ブルー（日語）